# Риби тон
Рибата „Тон“ е морска риба, която принадлежи към триб Thunnini, подгрупа от семейство Скумриеви (Scombridae). Рибата тон обхваща 15 вида в пет рода, размерите на които варират значително – от bullet tuna (максимална дължина: 50 см и тегло: 1,8 кг) до atlantic bluefin tuna (средно: 2 м, макс. дължина: 4,6 м, тегло: 684 кг, и се смята, че живее до 50 г).

## Таксономия
Триб Thunnini е монофилетичен клон, включваща 15 вида в пет рода:
- семейство Scombridae
  - триб Thunnini: tunas
    - род Allothunnus: slender tunas
    - род Auxis: frigate tunas
    - род Euthynnus: little tunas
    - род Katsuwonus: skipjack tunas
    - род Thunnus: Дългопера риба тон (albacores) и true tunas
      - подрод Thunnus (Thunnus): bluefin group
      - подрод Thunnus (Neothunnus): yellowfin group

### Същински видове
Под „истински“ риба тон се разбират тези видове, които принадлежат към рода Thunnus. Доскоро се смяташе, че съществуват седем вида Thunnus и че атлантическият червен тон и Thunnus orientalis са подвидове на един вид. През 1999 г. Колет установява, че въз основа както на молекулярни, така и на морфологични съображения, те всъщност са различни видове.
| Сравнителни характеристики на рибите от род Thunnus | Сравнителни характеристики на рибите от род Thunnus | Сравнителни характеристики на рибите от род Thunnus | Сравнителни характеристики на рибите от род Thunnus | Сравнителни характеристики на рибите от род Thunnus | Сравнителни характеристики на рибите от род Thunnus | Сравнителни характеристики на рибите от род Thunnus | Сравнителни характеристики на рибите от род Thunnus | Сравнителни характеристики на рибите от род Thunnus | Сравнителни характеристики на рибите от род Thunnus |
| Изображение                                         | Популярно название                                  | Научно название                                     | Максимална дължина (м)                              | Средна дължина                                      | Максимално тегло                                    | Продолжителност на живота (год.)                    | Трофично ниво                                       | Източник                                            | IUCN статус                                         |
| --------------------------------------------------- | --------------------------------------------------- | --------------------------------------------------- | --------------------------------------------------- | --------------------------------------------------- | --------------------------------------------------- | --------------------------------------------------- | --------------------------------------------------- | --------------------------------------------------- | --------------------------------------------------- |
| Подрод Thunnus                                      |                                                     |                                                     |                                                     |                                                     |                                                     |                                                     |                                                     |                                                     |                                                     |
|                                                     | Дългопера риба тон                                  | Thunnus alalunga                                    | 1,4                                                 | 1,0                                                 | 60,3                                                | 9 – 13                                              | 4,31                                                | [ 4 ]                                               | Близко до уязвим                                    |
|                                                     | Южен тунец                                          | Thunnus maccoyii                                    | 2,45                                                | 1,6                                                 | 260                                                 | 20 – 40                                             | 3,93                                                | [ 5 ]                                               | На границата на изчезване                           |
|                                                     | Големоока риба тон                                  | Thunnus obesus                                      | 2,5                                                 | 1,8                                                 | 210                                                 | 5 – 16                                              | 4,49                                                | [ 6 ]                                               | Уязвим                                              |
|                                                     | Thunnus orientalis                                  | Thunnus orientalis                                  | 3,0                                                 | 2,0                                                 | 450                                                 | 15 – 26                                             | 4,21                                                | [ 7 ]                                               | Уязвим                                              |
|                                                     | Atlantic bluefin tuna                               | Thunnus thynnus                                     | 4,6                                                 | 2,0                                                 | 684                                                 | 35 – 50                                             | 4,43                                                | [ 8 ]                                               | Застрашен вид                                       |
| Подрод Neothunnus                                   |                                                     |                                                     |                                                     |                                                     |                                                     |                                                     |                                                     |                                                     |                                                     |
|                                                     | Чернопер тунец                                      | Thunnus atlanticus                                  | 1,1                                                 | 0,7                                                 | 22,4                                                |                                                     | 4,13                                                | [ 9 ]                                               | Най-малко притеснение                               |
|                                                     | Жълтопера риба тон                                  | Thunnus albacares                                   | 2,4                                                 | 1,5                                                 | 200                                                 | 5 – 9                                               | 4,34                                                | [ 10 ]                                              | Близо до уязвима позиция                            |
|                                                     | Дългоопашата риба тон                               | Thunnus tonggol                                     | 1,45                                                | 0,7                                                 | 35,9                                                | 18                                                  | 4,5                                                 | [ 11 ]                                              | Няма достатъчно данни                               |

### Други видове риба тон
Триб Thunnini също включва 7 допълнителни вида риба тон в четири рода. Те са:
| Други риба тон видове | Други риба тон видове   | Други риба тон видове                     | Други риба тон видове  | Други риба тон видове | Други риба тон видове | Други риба тон видове     | Други риба тон видове | Други риба тон видове | Други риба тон видове |
| Изображение           | Популярно название      | Научно наименование                       | Максимална дължина (м) | Обичайна дължина (м)  | Максимално тегло (кг) | Максимална възраст (год.) | Трофично ниво         | Източник              | IUCN статус           |
| --------------------- | ----------------------- | ----------------------------------------- | ---------------------- | --------------------- | --------------------- | ------------------------- | --------------------- | --------------------- | --------------------- |
|                       | Allothunnus fallai      | Allothunnus fallai (Serventy, 1948)       | 1,05                   | 9,86                  | 13,7                  |                           | 3,74                  | [ 12 ]                | Незастрашен вид       |
|                       | Bullet tuna             | Auxis rochei (Risso, 1810)                | 0,5                    | 0,35                  | 1,8                   | 5                         | 4,13                  | [ 14 ]                | Незастрашен вид       |
|                       | Frigate tuna            | Auxis thazard (Lacépède, 1800)            | 0,65                   | 0,35                  | 1,7                   | 5                         | 4,34                  |                       | Незастрашен вид       |
|                       | Mackerel tuna, Kawakawa | Euthynnus affinis (Cantor, 1849)          | 1                      | 0,6                   | 13,6                  | 6                         | 4,50                  | [ 16 ]                | Незастрашен вид       |
|                       | Петнист тунец           | Euthynnus alletteratus (Rafinesque, 1810) | 1,2                    | 0,8                   | 16,5                  | 10                        | 4,13                  |                       | Незастрашен вид       |
|                       | Източен тунец           | Euthynnus lineatus (Kishinouye, 1920)     | 0,84                   | 0,6                   | 11,8                  |                           | 3,83                  | [ 18 ]                | Незастрашен вид       |
|                       | Ивичест тунец           | Katsuwonus pelamis (Linnaeus, 1758)       | 1,1                    | 0,8                   | 34,5                  | 6 – 12                    | 3,75                  | [ 19 ]                | Незастрашен вид       |